# Блюменорт (Амурская область)
Блюменорт — упразднённое село в Константиновском районе Амурской области, Россия.
Ликвидировано в 1941 г.

## География
Располагалось на левом берегу р. Топкача, в 3,5 км к юго-западу от села Средняя Полтавка.

## Население[1]
| год     | 1928 | 1941 |
| ------- | ---- | ---- |
| человек | 202  | 132  |

## История
Основано в 1927 году переселенцами с Алтайского края. Названо по славгородской колонии Блюменорт. Меннонитская община. в 1931 г. организован колхоз «Сигнал». Центр одноименного сельсовета с 1929 г. Все население депортировано 15-16.11.1941 г.